# 瑪格麗特·特拉傑

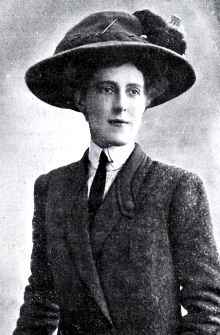
瑪格麗特·特拉傑

瑪格麗特·里弗斯·特拉傑（Margaret Rivers Tragett，1885年9月6日—1964年3月31日），原姓拉米尼（Larminie），是一位前英格蘭羽球運動員。她從1902年到1933年參加了全英羽球錦標賽，獲得了11項冠軍。她也曾為英格蘭隊獲得了15個冠軍，並且也是一部受歡迎的羽球出版物《公報》的編輯。